# カーブチー
カーブチー（学名：Citrus keraji var.kabuchii hort.ex Tanaka）は、沖縄県原産で、ミカン科ミカン属の柑橘。名称は「皮（が）分厚い」の意。
直径4-5cmほどの小型のみかんで、ごつごつしてあまり見栄えはよくないが、特有の香りと爽やかな甘みがある。その名のとおり果皮が厚く浮皮となるため剥きやすいが、可食部が小さく歩留まりが悪いため商業的価値は高くない。また野生種のため種が多く食べづらいの難点である。早生で減酸が早いため、10月から11月上旬に青切りで収穫される。生産量は60トン程度で、そのほとんどが県内で消費される。